# 佐口透
佐口 透（さぐち とおる、1916年6月20日 - 2006年11月13日）は、日本の歴史学者。金沢大学名誉教授。東トルキスタンの研究で知られる。

## 経歴
出生から修学期
1916年（大正5年）、石川県金沢市で生まれた。東京帝国大学で学び、卒業。
東洋史研究者として
戦時期には民族研究所所員として岩村忍とともに敗戦直前の内モンゴルの西北研究所に出向。中国ムスリムの現地調査に従事した。
戦後
太平洋戦争後は富山大学助教授に就いた。1964年、学位論文『十八～十九世紀東トルキスタン社会史研究』を東京大学に提出して文学博士の学位を取得。1971年に金沢大学教授。摂南大学教授を務めた。

## 研究内容・業績
専門は東洋史で、モンゴル帝国から19世紀までの中央アジア、東トルキスタン、新疆のムスリム、回民の研究で知られる。

## 著作
著書
- 『一八～一九世紀東トルキスタン社会史研究』吉川弘文館 1963
- 『マルコ=ポーロ：東西世界を結んだ不滅の旅行家』清水書院 1977
  - 新版 1984年
  - 改訂版 2017年
- 『ロシアとアジア草原』吉川弘文館(ユーラシア文化史選書 3) 1982
- 『新疆民族史研究』吉川弘文館 1986
- 『新疆ムスリム研究』吉川弘文館 1995

訳注
- 『モンゴル帝国史』(全6巻)C・M・ドーソン著、平凡社〈東洋文庫〉1968-1979
  - ワイド版 2003年

共編著
- 『モンゴル帝国と西洋』(東西文明の交流 4) 平凡社 1970
- 『岩波講座世界歴史 中世 3』岩波書店 1970
  - 「タタールの平和」
- 『岩波講座世界歴史 中世 7』岩波書店 1971年
  - 「トルキスタンの諸ハン国」
  - 「内陸アジアと清朝」(佐藤長との共同論文)
  - 「国際商業の展開」
- 『岩波講座世界歴史 近代8』岩波書店 1971
  - 「十九世紀中央アジア社会の変容」
- 『東洋史論叢 山本博士還暦記念』山本達郎博士還暦記念東洋史論叢編纂委員会編、山川出版社 1972
  - 「サリク・ウイグル種族史考」

佐口著作に関する書評
- 羽田明「 <批評・紹介>佐口透著「一八～一九世紀東トルキスタン社會史研究」]」『東洋史研究』22-3, 東洋史研究會, 1963年, 399-409頁PDF.
- 澤田稔「 <批評・紹介>佐口透著 新疆民族史研究]」『東洋史研究』45-5, 東洋史研究會, 1987年, 823-829頁PDF.
- 新免康「<批評・紹介>佐口透著 新疆ムスリム研究]」『東洋史研究』54-4, 東洋史研究會, 1996年, 780-791頁PDF.

## 参考資料
- 佐口透ふるさとコレクション(石川県立図書館)
- 今谷明『中国の火薬庫：新疆ウイグル自治区の近代史』集英社 2000年.
- 堀直「[佐口透先生を偲んで]」『内陸アジア史研究』22, 内陸アジア史学会, 2007年, 129-134頁PDF.
- 大澤孝「追悼文 佐口透先生の思い出」『北陸史学』56, 2007年[5].
- CiNii著作(佐口 透)